# Aska kontrakt
Aska kontrakt var ett kontrakt i Linköpings stift inom Svenska kyrkan. Kontraktet bildades 1725 ur Aska och Dals kontrakt och uppgick 1962 i ett nybildat Aska och Dals kontrakt.

## Administrativ historik
Aska kontrakt var tidigt sammanlagd med Dals kontrakt under namnet "Aska och Dals kontrakt". År 1725 delades Aska och Dals kontrakt till självständiga kontrakt.

## Församlingar
- Ekebyborna församling
- Asks församling
- Vinnerstads församling
- Motala församling
- Västra Stenby församling före 1811 Stens församling och Kälvestens församling
- Fivelstads församling
- Hagebyhöga församling
- Orlunda församling
- Västra Ny församling
- Varv och Styra församling

## Kontraktsprostar
| Ämbetstid | Namn                         | Levnadstid | Övrigt                               |
| --------- | ---------------------------- | ---------- | ------------------------------------ |
| 1725-1729 | Martinus Brythzenius         | 1670-1738  | Kyrkoherde i Vinnerstads församling. |
| 1735-1746 | Samuel Fröling               | 1687-1746  | Kyrkoherde i Vinnerstads församling. |
| 1746-1768 | Nils Stenhammar              | 1697-1768  | Kyrkoherde i Ekebyborna församling.  |
| 1769-1794 | Anders Askegren              | 1717-1794  | Kyrkoherde i Hagebyhöga församling.  |
| 1794-1800 | Johan Abrahamsson Strandberg | 1737-1800  | Kyrkoherde i Stens församling.       |
| 1800-1836 | Anders Nordvall              | 1752-1837  | Kyrkoherde i Västra Ny församling.   |
| 1836-1854 | Magnus Kalén                 | 1785-1854  | Kyrkoherde i Hagebyhöga församling.  |
| 1854-1875 | Per Niclas Dahlgren          | 1797-1875  | Kyrkoherde i Ekebyborna församling.  |
| 1875-1880 | Johan Peter Grönqvist        | 1805-1881  | Kyrkoherde i Hagebyhöga församling.  |
| 1880-1889 | Carl Oscar Dusén             | 1813-1891  | Kyrkoherde i Vinnerstads församling. |
| 1889-1896 | Gustaf Adolf Linderstam      | 1837-1896  | Kyrkoherde i Hagebyhöga församling.  |
| 1896-     | Axel Svensson                | 1840-1923  | Kyrkoherde i Motala församling.      |
| 1922–1930 | Nils Häger                   | 1859–1949  | Kyrkoherde i Västra Ny församling.   |
| 1930-1955 | Carl Hoppe                   | 1887-1967  | Kyrkoherde i Motala församling.      |